# Chalil ibn Ishak al-Djundi
Chalil ibn Ishak al-Djundi, död omkring 1365, var en muslimsk rättslärd.
Chalil var av den malikitiska skolan, och verksam i Kairo. Hans korta lärobok i juridik Muchtasar, har setts som en av de främsta auktoriteterna inom juridiken i Nordafrika.